# Simone Benedetti
Simone Benedetti (* 3. April 1992 in Turin) ist ein italienischer Fußballspieler.

## Karriere

### Im Verein
Der in Turin geborene Benedetti kam 2005 in die Fußballschule des FC Turin, die er bis 2010 besuchte. Am Ende der Spielzeit 2009/10 kam er im Serie-B-Spiel gegen die AS Cittadella zu seinem ersten Profieinsatz. Nach der Saison wechselte er zu Inter Mailand, wo er ein weiteres Jahr in der Jugendabteilung aktiv war. Mit Inter nahm er an der Klub-Weltmeisterschaft 2010 teil, bei der er seinen ersten Titel feiern konnte. In den folgenden drei Spielzeiten wurde Benedetti an unterklassige Verein verliehen, um Spielpraxis zu erhalten. So bestritt er insgesamt 90 Partien für die AS Gubbio 1910, Spezia Calcio sowie Calcio Padova. Zur Spielzeit 2014/15 wechselte Benedetti dann zu Cagliari Calcio. Am 19. Oktober 2014 feierte er sein Serie-A-Debüt in der Partie gegen Sampdoria Genua. Da Benedetti kaum zum Einsatz kam, wechselte er 2015 für ein halbes Jahr auf Leihbasis zum FC Bari 1908. Da er auch in der folgenden Saison bei Cagliari nur auf wenige Einsätze kam, folgte 2016 der Wechsel zu Virtus Entella.

### In der Nationalmannschaft
Benedetti lief von 2008 bis 2012 für mehrere Juniorenauswahlen Italiens auf und absolvierte insgesamt 52 Partien.

## Erfolge
- FIFA-Klub-Weltmeister: 2010